# Mike McCarthy
Michael John McCarthy (Pittsburgh, 10 de Novembro de 1963) é um técnico de futebol americano dos Estados Unidos. Foi treinador principal do Green Bay Packers de 2006 a 2018, onde venceu o Super Bowl XLV em 2010. Em janeiro de 2020, foi contratado para ser o treinador do Dallas Cowboys, exercendo este cargo por cinco temporadas, chegando aos playoffs em três desses anos.